# Genêt bicolore
Espèce
Classification phylogénétique
Le Genêt bicolore, Cytisus scoparius 'Lena'  ou Cytisus scoparius x dallimorei 'Lena' , est un cultivar ornemental de Cytisus scoparius (le Genêt à balais).